# Howe, Norfolk
Howe är en civil parish i Storbritannien.   Den ligger i grevskapet Norfolk och riksdelen England, i den sydöstra delen av landet, 150 km nordost om huvudstaden London. Arean är 3,2 kvadratkilometer.
Terrängen i Howe är mycket platt.